# Pierre Lanfrey
Pierre Lanfrey (26 octobre 1828, Chambéry - 15 novembre 1877, Pau), est un homme politique français.

## Biographie
Fils d'un ancien officier de l'Empire, il commença ses études au collège des jésuites de Chambéry ; un pamphlet qu'il composa contre les R. P. obligea ses parents à le changer d'institution. Envoyé au collège Bourbon à Paris, il suivit ensuite les cours de l'École de droit mais il ne se fit pas inscrire au barreau et, préféra se consacrer à des études de philosophie, d'histoire et de littérature.
Il débuta, en 1857, par un remarquable écrit intitulé : l'Église et les philosophes du XVIIIe siècle. Les opinions démocratiques qu'il y affirmait attirèrent l'attention sur le jeune auteur, qui publia, quelque temps après, un Essai sur la Révolution française (1858), une Histoire politique des papes (1860) et des Études et portraits politiques (1863), empreints des mêmes sentiments. Vers la même époque, il donnait des articles au journal le Temps. En 1867, il commença la publication de son ouvrage le plus important, l'Histoire de Napoléon Ier, terminé en 1875 ; examinant d'un point de vue nouveau les actes politiques et militaires du règne de l'empereur, Lanfrey les appréciait avec une sévérité qui souleva d'assez vives polémiques.
Républicain modéré, Lanfrey désapprouva la conduite de la délégation provinciale du gouvernement de la Défense nationale, attaqua personnellement Gambetta, refusa la préfecture du Nord qui lui était offerte et fit, dans les rangs des mobilisés de la Savoie, la campagne franco-allemande.
Après l'armistice, il fut élu, le 8 février 1871, représentant des Bouches-du-Rhône à l'Assemblée nationale. Il s'inscrivit au centre gauche, et vota avec les républicains conservateurs qui appuyèrent la politique de Thiers. Nommé, le 9 octobre 1871, ambassadeur de France à Berne, il donna sa démission après le 24 mai 1873, et revint prendre part aux travaux parlementaires. Vice-président du centre gauche, Pierre Lanfrey fut élu sénateur inamovible par l'Assemblée nationale. Il s'inscrivit encore au centre gauche du Sénat; mais l'état de sa santé ne lui permit pas d'être assidu aux séances ; obligé d'aller résider dans le Midi, il mourut à Pau, le 15 novembre 1877.

## Publications
- L'Église et les philosophes au dix-huitième siècle (1855)
- Essai sur la révolution française (1858)
- Histoire politique des papes (1860)
- Lettres d'Evérard (1860)
- Le Rétablissement de la Pologne (1863)
- Études et portraits politiques (1863)
- Histoire de Napoléon Ier (1875)